# Слангенбург
Слангенбург (нидерл. Slangenburg) — замок, расположенный в лесу с таким же названием в голландском городе Дутинхем, Нидерланды. Входит в Топ 100 сооружений нидерландского наследия.

## История
Слангенбург впервые упоминается в 1354 году с именем Томаса Бэра. В 17 веке замок принадлежал Фредерику Йохану ван Баеру (1645—1713), который вырос в нем и жил до смерти. После замок перешел в собственность семьи Стенграхт (нидерл. Slangenburg), принадлежавших к голландской знати, а в 1781 году перешел во владение семьи Ван дер Гольц (нидерл. Van der Goltz). Семья продала его в 1895 году.
Замок перешел к семье Пессманн (нидерл. Passmann) , немцев по происхождению. Члены этой семьи похоронены на специальном кладбище, рядом со рвом. После войны все немецкие владения, включая замок, были конфискованы нидерландским государством. Замок и территория были переданы компании Rijksgebouwendienst, занимающейся недвижимостью и культурным наследием, прилежащий лес находится под охраной Staatsbosbeheer — голландской правительственной организации по охране лесов и заповедников.
В настоящее время замок используется в качестве гостевого дома соседнего бенедиктинского монастыря Виллиброрд, построенного в 1950-х годах. После войны в замке размещалась община Остерхоутского аббатства. Замок, прилежащие леса и монастырь открыты для общественности.

## Фотогалерея
|  |  |  |